# Пардоэн, Пьер
Пьер Пардоэн (фр. Pierre Pardoën; 8 августа 1930, Амьен — 17 июня 2019, Амьен) — французский шоссейный велогонщик, выступавший на профессиональном уровне в 1952—1959 годах. Победитель и призёр нескольких крупных гонок на шоссе, участник двух супермногодневок «Тур де Франс».

## Биография
Пьер Пардоэн родился 8 августа 1930 года в городе Амьен департамента Сомма, Франция.
Дебютировал в шоссейном велоспорте на профессиональном уровне в 1952 году, присоединившись к команде Arliguie-Hutchinson. В этом сезоне достаточно успешно выступил в многодневной гонке «Тур Пикардии», где выиграл первый этап и стал третьим в генеральной классификации. Также вошёл в десятку сильнейших на одном из этапов «Тур дю Нор», впервые выступил в супермногодневке «Тур де Франс» — на 19-м равнинном этапе протяжённостью в 195 км между городами По и Бордо сумел финишировать третьим, тогда как в общем зачёте занял итоговое 55-е место.
В 1953 году показал третий результат на «Гран-при Фурми», занял 22 место в монументальной классической гонке «Париж — Рубе», 36-е место в гонке Circuit des Boucles de la Seine.
Начиная с 1954 года представлял команду Bertin-D’Alessandro. С ней одержал победу на «Гран-при Фурми», выиграл один из этапов Tour de l’Ouest, стал пятым в генеральной классификации гонки «Четыре дня Дюнкерка», где на двух этапах сумел попасть в десятку сильнейших.
В 1956 году стартовал на «Омлоп Хет Волк» и «Париж — Рубе», вновь проехал «Четыре дня Дюнкерка», где на сей раз финишировал вторым на одном из этапов и стал в генеральной классификации пятнадцатым. Был вторым в гонках «Рубе — Кассель — Рубе» и «Гран-при Фурми». Также в этом сезоне в составе команды Mercier-BP-Hutchinson во второй раз участвовал в «Тур де Франс» — занял второе место на втором этапе, уступив на финише только бельгийцу Альфреду де Брюйну, но сошёл с дистанции после четвёртого этапа, не уложившись в лимит времени.
В 1957 году в составе команды L. Bobet-BP- Hutchinson занял вторые места в гонках Tour de Corrèze и Poly nordiste. Принял участие в «Гент — Вевельгем», «Париж — Рубе», Circuit des Boucles de la Seine, но был далёк здесь от попадания в число призёров.
В 1958—1959 годах представлял Peugeot-BP-Dunlop, в это время в очередной раз проехал «Париж — Рубе», отметился выступлением в гонке «Париж — Брюссель», после чего принял решение завершить карьеру профессионального велогонщика.
Впоследствии работал тренером по велоспорту, в 1989—2001 годах занимал должность мэра коммуны Белуа-Сюр-Сомма.
Умер 17 июня 2019 года в коммуне Белуа-Сюр-Сомма в возрасте 88 лет.